# Рана Раймал
Раймал Сингх Сисодия, также известный как Рана Раймал (хинди राणा रायमल; ? — 1509) — седьмой махарана раджпутского княжества Мевар (1473—1509). Махарана Раймал был сыном Раны Кумбхи. Он пришел к власти, победив своего предшественника-отцеубийцу Удая Сингха I в битвах при Джаваре, Даримпуре и Пангархе. В начале правления Раймала Гийас-шах из Малвы безуспешно атаковал Читтор. Вскоре после этого командир Гийас-шаха Зафар-хан атаковал Мевар и потерпел поражение при Мандалгархе и Хайрабаде. Женившись на Шрингардеви (дочери Рао Джодхи), Раймал положил конец конфликту с Ратхорами. Во время правления Раймала Годвар, Тода и Аджмер были захвачены его сыном Притхвираджем. Раймал также укрепил княжество Мевар и отремонтировал храм Эклингджи в Читторе.

## Восхождение на трон
Раймал не был законным наследником, он был младше Удаи Сингха I. Но судьба распорядилась так, что Удай Сингх I убил своего отца, легендарного Рану Кумбху, когда тот молился Господу Эклингджи (Шиве) и правил пять лет. При его правлении Мевар вернул Абу и Аджмер, оба государства были возвращены великим правителем Мевара.

## Раймал сражается с султаном и его племянниками
Султан Дели Сикандар-шах Лоди сражался против Раны Раймала из Мевара, объединившись с Сураджмалом и Сахасмалом, в которых султан потерпел поражение. Сураджмал выжил и был помилован Раной Раймал. Он был заговорщиком и обеспечил, чтобы сыновья Раймала сражались друг с другом, чтобы расчистить ему путь к трону. Он был храбрым бойцом и обладал всеми замечательными качествами своего клана.

## Битва при Садри
Армии Сураджмала и Раймала встретились в Садри, городе, который захватил Сураджмал. Сын Раймала Притхвирадж присоединился к своему отцу в решающий момент войны и непосредственно напал на Сураджмал. Таких стычек было много, пока Сураджмал наконец не покинул Мевар и не поселился в Пратапгархе, где его потомки до сих пор процветают и поддерживают имя клана Сисодия.

## Последние годы
Последние годы правления Раймала были отмечены конфликтом между его сыновьями, принцу Шанге (позже Рана Шанга) пришлось бежать из Мевара. Старшие сыновья Раймала, Притхвирадж и Джаймал, оба были убиты. В этот трудный момент Ране сообщили, что Шанга все еще жив. Раймал вызвал Шангу обратно в Читтор и вскоре после этого умер.